# Mausolée d’Anarkali
Le Mausolée d’Anarkali est un tombeau moghol situé à Lahore dans le Pendjab, au Pakistan.
Il fut construit en 1615 par Jahângîr.

## Histoire
Anarkali aurait été une concubine de l'empereur moghol Akbar, qui l'aurait accusé d'avoir eu une relation illégale avec le futur empereur Jahangir et l'aurait fait emmurer vivante en 1599. À son arrivée au pouvoir, Jahangir aurait fait construire ce tombeau à la mémoire de sa bien-aimée.
Au cours des siècles, le bâtiment a été utilisé comme église, caserne, entrepôt, et est actuellement une bibliothèque.